# 執金吾
執金吾（しつきんご）は、かつて中国にあった官職である。
前身は中尉で、秦の時代からあった。漢代の警護の武官として、中郎令・衛尉・中尉があり、中郎令は皇帝の身辺警護と選抜された護衛官である郎官の統率を司り、衛尉は徴兵制度で集められた地方からの衛士からなる南軍を統率して宮城内の警備を司り、中尉は中央近辺で召集された材官・騎士の軍士からなる北軍を統率して京の巡察・警備を司った。中尉は前漢の武帝の太初元年（紀元前104年）に、執金吾と改称された。秩禄は中二千石であった。
執金吾の属官には中塁・寺互・武庫・都船の四令（長官）と丞（副官）があり、武庫・都船には三丞（副官）、中塁には二尉（武官）があった。式道・左右中候の候・丞、左右輔都尉の尉・丞・兵が執金吾に属した。
隋・唐代には金吾将軍という官職があった。

## 挿話
若き日の漢光武帝の抱負をのべた対句がある。　「官を得られば執金吾、妻をめとらば陰麗華」京城の端麗な儀仗兵にあこがれ、美貌で知られた同郷の豪族の娘に思いをはせるその姿がうかぶ。「金吾」は金色の霊鳥の名。飼い主の不祥を避けるとされる。官名の執金吾は、天子出行のさい、この鳥をかたどった銅製の儀仗棒を手にとり先導する職掌の者を「金吾を執る(者)」と呼んだことに由来している(後漢応劭説)。